# Généralité

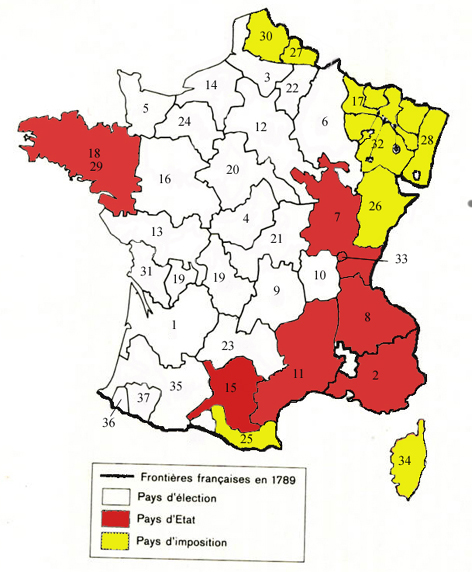
Généralité in Francia nel 1789. Le aree in rosso sono pays d'état; in bianco, pays d'élection; in giallo, pays d'imposition.

Le généralité (generalità) erano circoscrizioni amministrative della Francia sotto l' Ancien Régime. Esistettero nel paese fino a trentasei generalità; le ultime furono create nel 1784.

## Funzioni
Fra le molteplici circoscrizioni utilizzate a qualsiasi titolo dalla corona, le generalità sono apparse tardi; il loro ruolo essenzialmente fiscale ha però portato ad una loro rapida ascesa per importanza, per diventare nel XVIII secolo ambito dell'amministrazione reale.
È in effetti molti secoli dopo le diocesi ecclesiastiche, le signorie, o ancora due o tre secoli dopo i baliati e sénéchaussées, che si sono progressivamente imposte apportando per la prima volta - se si fa eccezione per le parrocchie stesse - una vera unità amministrativa al regno. Tutte le altre circoscrizioni gareggiavano infatti in complessità, indeterminazione e disparità, senza che per di più alcuna evoluzione razionale prendesse forma. Probabilmente, la questione delle finanze era l'unica a poter liberare in generale l'amministrazione da un imbroglio anche profondamente radicato.
Poste sotto l'autorità di un esattore generale, le généralité rappresentavano il collettore principale delle imposte dirette e indirette: entrate del domaine (demanio), taille (sulla condizione di plebeo), aides (assistenza) e gabelle (obbligo dell'acquisto del sale).
Alla fine del XV secolo, l'essenziale del demanio reale e dei grandi feudi è ripartito dal punto di vista fiscale tra quattro cariche. Ogni carica è assegnata ad un tesoriere di Francia per le finanze ordinarie e a un generale delle finanze per le finanze straordinarie. La loro residenza a Corte impose la nomina di un esattore generale in provincia.
A questo punto, le province recentemente annesse (Bretagna, Borgogna, Delfinato, Guienna, Piccardia, Provenza) restano al di fuori di questa struttura, anche se vi si incontra un esattore generale e un mandatario di esazioni.
All'inizio del XVI secolo, le premesse per la nascita delle généralité sono, in ordine cronologico: 
- la charge de Normandie a Rouen (1357)?: Normandia;
- la charge de Languedoc a Montpellier (1377)?: Linguadoca, Lyonnais, Forez, Beaujolais;
- la charge d'Outre-Seine-et-Yonne a Parigi (1436)?: Île-de-France, Champagne;
- la charge de Languedoïl a Tours (1452)?: Centro e Sud-Ovest, Nivernese, Orleanese, Turenna, Angiò, Maine, Berry, Poitou, Borbonese, Alvernia, Marche, Guienna (separata nel 1523), Périgord, Rouergue.

A partire da questa impostazione, furono create sedici recettes générales o généralité con l'editto del 7 dicembre 1542, sotto Enrico II. Un reale problema di efficacia nel reperimento delle entrate era la causa di questa struttura che comportò anche la fine della distinzione tra finanze ordinarie e straordinarie.
Un editto del gennaio 1552 stabilisce tesorieri generali nelle diciassette généralité, nel cui territorio devono risiedere. Il loro titolo ufficiale è «tesorieri di Francia e generali delle finanze». I decenni seguenti vedono il moltiplicarsi degli uffici fino alla costituzione a partire dal 1577 di un Ufficio delle finanze in ogni généralité; ogni ufficio era composto da due presidenti, otto ufficiali e diversi agenti esecutivi. Alcuni di questi uffici erano esercitati per alternanza: ogni anno due ufficiali si incaricavano - alternativamente - uno della riscossione dei conti, l'altro dei rimborsi.
Con il XVII e soprattutto il XVIII secolo, lo statuto e il ruolo dei tesorieri persero progressivamente importanza, essendo le loro prerogative iniziali assorbite dagli intendenti e i loro uffici ricadevano sotto la généralité. Così, poco alla volta privati di ogni ruolo effettivo, essi si aspettavano di essere reintegrati nella loro funzione originale da parte degli Stati generali del 1789.

### Elezioni e magazzini del sale
L'indipendenza delle généralité rispetto agli altri frazionamenti amministrativi non poteva andare fino a disconoscere la disparità fiscale delle province e in particolare il relativo potere di discuterne la charge des pays detti d'États. La généralité si suddivideva in tal caso secondo le circoscrizioni solite della provincia, la diocesi generalmente. Si parla allora di «diocesi-recettes» o diocesi civili; diocesi che possono presentare delle variazioni rispetto alle diocesi ecclesiastiche di origine.
Intorno al 1380, le altre généralité del regno in cui l'amministrazione aveva les coudées franches, furono suddivise in settori in cui un eletto era incaricato della distribuzione degli aiuti e della taille.
Il sistema si struttura successivamente per mezzo di diverse ordinanze: 19 giugno 1445, 26 agosto 1452, 3 aprile 1460, 24 giugno 1500, 11 novembre 1508, ecc. Con quella del 1452, il termine "elezione" è adottato ufficialmente e le province e territori relativi possono essere chiamati paesi di elezione.
Ciò nonostante, le elezioni non erano per loro natura preservate dall'instabilità ordinaria e alcune furono oggetto di soppressione e rielezione, potendo gli eletti cumulare molte cariche. Presentavano anche una grande diversità di dimensione: più di 700 parrocchie per l'elezione di Poitiers contro una dozzina per l'elezione di Beaufort.

### Dalla generalità all'intendenza
Fin dall'origine, le generalità sono controllate dai maîtres de requêtes, incaricati dei controlli sui conti. All'inizio del XVII secolo, questi ultimi prendono il titolo di "intendenti di polizia, giustizia e finanza e commissari delegati del re". Alla fine del XVII secolo, sotto il regno di Luigi XIV, gli'intendenti risiedono in modo permanente nella loro generalità. Tuttavia, accade che le generalità e le intendenze non coincidono: così ci sono due generalità in Linguadoca: Tolosa e Montpellier, ma una sola intendenza a Montpellier.
Diventano degli amministratori molto più che degli ispettori e il loro potere è molto superiore a quello dell'esattore generale. Nel XVIII secolo le intendenza sono suddivise in sottodelegazioni, affidate a un sottodelegato scelto dall'intendente e revocabile da lui. Oltre alle sue missioni ufficiali, l'intendente si occupa spesso dello sviluppo economico e sociale della sua generalità: introduzione di nuove culture, miglioramento della rete stradale, organizzazione della carità, stoccaggio del grano negli anni di buon raccolto per poterlo rivendere negli anni di cattivo raccolto ed evitare così le carestie. Vista l'importanza del suo ruolo, le si chiama spesso "generalità-intendenze" le "generalità".
Gli intendenti sono stati uno dei principali punti della centralizzazione progressiva della Francia. Si considera tuttavia che prefigurino i prefetti attuali.

## Lista delle generalità-intendenze
| Generalità (capoluogo)                        | Anno di creazione | Provincia/e                                                                           | Stato fiscale     |
| --------------------------------------------- | ----------------- | ------------------------------------------------------------------------------------- | ----------------- |
| Generalità di Bordeaux, (Agen) poi (Bordeaux) | 1542              | Guienna                                                                               | Pays d'élections  |
| Generalità di Provenza (Aix-en-Provence)      | 1542              | Provenza                                                                              | Pays d'États      |
| Generalità di Amiens (Amiens)                 | 1542              | Piccardia, Boulonnais, fino al 1754 all'Artois                                        | Pays d'élections  |
| Generalità di Bourges (Bourges)               | 1542              | Berry, Marche                                                                         | Pays d'élections  |
| Generalità di Caen (Caen)                     | 1542              | Normandia                                                                             | Pays d'élections  |
| Generalità di Châlons (Châlons-sur-Marne)     | 1542              | Champagne, Brie, Sedan                                                                | Pays d'élections  |
| Generalità di Borgogna (Digione)              | 1542              | Borgogna                                                                              | Pays d'États      |
| Generalità di Grenoble (Grenoble)             | 1542              | Delfinato                                                                             | Pays d'États      |
| Issoire poi Generalità di Riom (Riom)         | 1542              | Alvernia                                                                              | Pays d'élections  |
| Generalità di Lione (Lione)                   | 1542              | Lyonnais, Beaujolais e Forez                                                          | Pays d'élections  |
| Generalità di Montpellier (Montpellier)       | 1542              | Linguadoca (con Gévaudan e Vivarese)                                                  | Pays d'États      |
| Generalità di Parigi (Parigi)                 | 1542              | Île-de-France e Piccardia                                                             | Pays d'élections  |
| Generalità di Poitiers (Poitiers)             | 1542              | Poitou                                                                                | Pays d'élections  |
| Generalità di Rouen (Rouen)                   | 1542              | Normandia                                                                             | Pays d'élections  |
| Generalità di Tolosa (Tolosa)                 | 1542              | Linguadoca                                                                            | Pays d'États      |
| Generalità di Tours (Tours)                   | 1542              | Turenna, Maine, Saumurois e Angiò                                                     | Pays d'élections  |
| Generalità di Metz Metz)                      | 1552              | Trois-Évêchés                                                                         |                   |
| Nantes                                        | 1552              | Bretagna                                                                              | Pays d'États      |
| Generalità di Limoges (Limoges)               | 1558              | Limosino, Marche e Angoumois                                                          | Pays d'élections  |
| Generalità di Orléans (Orléans)               | 1558              | Orleanese, Nivernese                                                                  | Pays d'élections  |
| Generalità di Moulins (Moulins)               | 1587              | Borbonese, Marche, Nivernese                                                          | Pays d'élections  |
| Generalità di Soissons (Soissons)             | 1595              | Piccardia e Île-de-France                                                             | Pays d'élections  |
| Generalità di Montauban (Montauban)           | 1635              | Guienna, fino al 1716 alla Guascogna                                                  | Pays d'élections  |
| Generalità di Alençon (Alençon)               | 1636              | Perche                                                                                | Pays d'élections  |
| Generalità di Perpignano (Perpignano)         | 1660              | Rossiglione                                                                           |                   |
| Generalità di Besançon (Besançon)             | 1676              | Franca Contea                                                                         | Pays d'imposition |
| Generalità di Valenciennes (Valenciennes)     | 1678              | Hainaut                                                                               | Pays d'imposition |
| Generalità di Strasburgo (Strasburgo)         | 1689              | Alsazia                                                                               | Pays d'imposition |
| Generalità di Lille (Lilla)                   | 1691              | Fiandre fino al 1754 all'Artois                                                       | Pays d'imposition |
| Generalità de La Rochelle (La Rochelle)       | 1694              | Aunis, Angoumois e Saintonge                                                          | Pays d'élections  |
| Generalità di Nancy (Nancy)                   | 1737              | Lorena                                                                                | Pays d'imposition |
| Trévoux                                       | 1762              | Dombes                                                                                | Pays d'élections  |
| Generalità di Corsica (Bastia)                | 1768              | Corsica                                                                               |                   |
| Generalità d'Auch (Auch)                      | 1776              | Guascogna                                                                             | Pays d'élections  |
| Bayonne                                       | 1784              | Labourd                                                                               |                   |
| Pau                                           | 1784              | Béarn, Bassa Navarra, Bigorre, Quatre Vallées, Pays de Marsan, Contea di Foix e Soule | Pays d'États      |